# Marcelo Buquet

Marcelo Buquet  (Montevideo, Uruguay, 1963. október 4. –) uruguayi születésű mexikói színész.

## Élete és pályafutása
1963. október 4-én született Montevideóban. 1989-ben a Simplemente Maríában játszott. 1998-ban Rodrigo Bracho szerepét játszotta a Paula és Paulina című telenovellában. 2005-ben Gerardót alakította A mostoha című telenovellában. 2011-ben megkapta Bruno szerepét a Csók és csata című telenovellában.

## Filmográfia

### Telenovellák
- Veronica aranya (Lo imperdonable) (2015) .... Aquiles Botel
- Qué bonito amor (2012-2013) .... Rubén del Olmo
- Csók és csata (Corazón apasionado) (2011-2012) .... Bruno Montesinos
- Doña Bella (2010) .... Román Montero
- La marca del deseo (2007) .... Reynaldo de Santibáñez
- La tormenta (2005) .... Simón Guerrero
- A mostoha (La madrasta) (2005) .... Gerardo Salgado
- La mujer en el espejo (2004) .... Juan Tobías Fonseca
- Ladrón de corazones (2003) .... Bentiz
- Como Pedro por su casa (2000)
- El diario de Daniela (1999) .... Enrique Monroy #1
- Más allá de la usurpadora (1999) .... Rodrigo Bracho
- Paula és Paulina (La usurpadora) (1998) .... Rodrigo Bracho
- María (1997) .... Cristóbal
- El premio mayor (1995) .... Don Lorenzo
- Marimar (1994) .... Rodolfo San Genis
- El abuelo y yo (1992) .... Gerardo
- Simplemente María (1989) .... Fernando Torres